# Betsy Jolas
Betsy Jolas (Parigi, 5 agosto 1926) è una compositrice francese naturalizzata statunitense. I suoi genitori sono lo scrittore americano Eugene Jolas e la traduttrice Maria McDonald.

## Biografia
Betsy Jolas nacque a Parigi nel 1926. Sua madre, la traduttrice americana Maria Jolas, era una cantante. Suo padre, il poeta e giornalista Eugene Jolas fondò e curò la rivista Transition, che caratterizzò in dieci anni la maggior parte dei grandi nomi del periodo tra le due guerre. In particolare James Joyce, il cui Finnegans Wake uscì in forma seriale sotto la voce "lavori in corso".
La sua famiglia si stabilì negli Stati Uniti alla fine del 1940. Mentre completava i suoi studi generali a New York, specializzandosi poi in musica al Bennington College, entrò a far parte dei Dessoff Choirs, scoprendo così in particolare la musica rinascimentale che avrebbe avuto un'influenza duratura sul suo lavoro.
Tornata a Parigi nel 1946, la Jolas riprese i suoi studi al Conservatoire National Supérieur de musique, in particolare con Darius Milhaud e Olivier Messiaen. Dal 1971 al 1974 fu assistente di Olivier Messiaen al Conservatorio e nel 1975 fu designata per la facoltà. Insegnò poi negli Stati Uniti, a Yale, Harvard, al Mills College (presidente D. Milhaud), all'Università dei campus della California a Berkeley, Los Angeles e San Diego, a Tanglewood e all'Università del Michigan.
La Jolas è membro dell'American Academy of Arts and Letters (1983) e dell'American Academy of Arts and Sciences (1995).
Le sue numerose opere, che continuò a comporre dal 1945, furono scritte per una grande varietà di combinazioni e sono state ampiamente eseguite a livello internazionale da artisti come Kent Nagano, Anssi Karttünen, Claude Delangle, William Christie, Håkan Hardenberger, Antoine Tamestit e Sir Simon Rattle e per gruppi e orchestre di spicco tra i quali: l'Ensemble Intercontemporain, la Berlin Philharmonic, l'Orchestre de Paris, i musicisti della Boston Symphony Chamber e la BBC Symphony.

## Stile
Per il suo background di famiglia, la Jolas fu messa a confronto fin dalla più tenera età con le parole e la voce cantata e questo potrebbe averla protetta da alcuni eccessi musicali del mondo della musica del dopoguerra. Tra i primi seguaci del Domaine Musical di Pierre Boulez negli anni '60, era sempre più una "compagna di viaggio" che un discepolo incondizionato. La sua musica sembra chiaramente contemporanea, se non altro per essere coerentemente atonale. Tuttavia, a differenza della maggior parte dei compositori della sua generazione, la Jolas non ha mai incoraggiato una rottura con il passato e la sua acuta conoscenza della tradizione viene spesso sentita come importante nell'aver influenzato la sua spinta creativa. Ha infatti ammesso apertamente molte volte la sua ambizione di scrivere musica espressiva e bella quando tali considerazioni erano ritenute obsolete.

## Lista delle opere

### Opera e lavori teatrali
- Le Pavillon au Bord de la Rivière (1975), opera da camera in 4 atti
- Schliemann (1982-83), opera in 3 atti
- Le Cyclope (1986), opera da camera in 1 atto
- Ajax (1960), musiche di scena dalla tragedia di Sofocle
- Les troyennes (1961), musiche di scena dalla tragedia di Euripide
- La dernière existence au camp de Tatenberg, musiche di scena per la commedia di Armand Gatti

### Orchestra
- D'un opéra de voyage (1967) per orchestra da camera
- Quatre Plages (1967) per orchestra d'archi
- Well Met (1973) per orchestra d'archi
- Racconti di un mare d'estate (1977) per orchestra
- Cinq pièces pour Boulogne (1982) (2 versioni)
- Well Met 04 - Pantomima per 12 archi (2004)
- B Day (2006) per orchestra sinfonica
- Solo un minuto (2007)
- Una piccola suite estiva (2015)
- Well Met Suite' (2016)

### Lavori solisti con orchestra o ensemble
- Points D'Aube (1968) per viola e ensemble
- Musique d'hiver (1971) per organo e piccola orchestra
- États (1967) per violino e 6 percussionisti
- Trois Rencontres (1973) per trio d'archi soli e orchestra sinfonica
- How-Now (1973) per 8 strumenti
- Onze Lieder (1977) per tromba e orchestra da camera
- Stances (1978) per pianoforte e orchestra
- Punti d'oro per sassofonista (soprano, contralto, tenore, baritono) e 15 strumenti1982)
- Frauenleben (1992) per viola e orchestra
- Lumor, 7 Lieder spirituels per sassofonista (soprano e tenore) e orchestra (1996)
- Petite symphonie concertante (1997) per violino conducente e orchestra
- Wanderlied (2003) per violoncello e 15 strumenti
- Histoires Vraies (2015) per tromba e orchestra
- Side Roads (2017) per violoncello e archi

### Opere per grande ensemble
- Figures (1965) per 9 strumenti
- J.D.E. (1966) per 14 musicisti
- D'un opéra de poupée en sept musiques (1982) per 11 strumenti
- Préludes, Fanfares, Interludes, Sonneries  (1983) per banda di fiati
- Sonate à 8 (1998) per ottetto di violoncello

### Musica da camera
- Sonate à Trois (1956) per flauto dolce, viola da gamba e clavicembalo
- Quartetto n. 1 (1956)
- Quartetto n.3, 9 studi per quartetto d'archi (1977)
- O Wall (1976) per quintetto di fiati
- Trio (1988) per trio con pianoforte
- Quartetto n. 4 - Menus Propos (1989) per quartetto d'archi
- Trio "Les Heures" (1991) per trio d'archi
- Musique pour Xavier (1993) per clarinetto, sassofono tenore e violino
- Quartetto n. 5 (1994) per quartetto d'archi
- Music for here (1994) per fagotto solo con accompagnamento di viola e violoncello
- Quartetto n. 6 (1997) per clarinetto e trio d'archi
- Petite sonnerie de juin (1997) per corno, tromba e trombone
- Trio sopra et sola facta (1999-2000) per violino, clarinetto e pianoforte
- Titivillus (2000) per mezzosoprano, flauto e pianoforte o 2 flauti e pianoforte
- Ah! Haydn (2007) per trio con pianoforte
- Quatuor VII (Ripensamenti) (2018) per tromba, violino, viola e violoncello

### Duetti
- Trifolium (1947) per flauto e pianoforte
- Remember (1971) per corno inglese (o viola) e violoncello
- Four Duos (1978) per viola e pianoforte
- Trois études campanaires (1980) per carillon e tastiera
- Quatre pièces en marge (1983) per violoncello e pianoforte
- Tre Duetti (1983) per tuba e pianoforte
- Music for Joan (1988) per vibrafono e pianoforte
- Petites musiques de chevet (1989) per clarinetto e pianoforte
- E.A petite suite variée (1991) per tromba in do e vibrafono
- Études aperçues (1992) per vibrafono e 5 campanacci
- Musique pour Delphine (1992) per violino e violoncello
- Disse il corvo, 3 pezzi per clarinetto e pianoforte (1993)
- Frauenleben (1994) per viola e pianoforte
- Music to go (1995) per violino e violoncello
- Come follow (2001) per fagotto e viola
- Lovemusic (2005) per flauto e clarinetto basso
- Suite: Puer apud magistros exercentur (2007) per 2 sassofoni contralti
- Allô! per 2 sassofoni
- Oh là! per 2 sassofoni
- Scat per 2 sassofoni
- Ardente per viola e pianoforte
- Femme le soir (2018) per violoncello e pianoforte

### Lavori per solisti
- Episodio n. 1 (1964) per flauto
- Fusain (1971) per flauto basso e ottavino
- Chanson d'approche (1972) per pianoforte
- Autour (1972) per clavicembalo
- B for Sonata (1973) per pianoforte
- Scion (1973) per violoncello
- Tranche (1976) per arpa
- Musique de jour (1976) per organo
- Episodio n. 2 "ohne Wörte" (1977) per flauto
- Auprès (1980) per clavicembalo
- Pièce pour Saint Germain (1981) per pianoforte
- Calling E.C. (1982) per pianoforte o due pianoforti
- Episodio n. 3 (1982) per tromba in Do
- Episodio n. 4 (1983) per sassofono tenore
- Petite suite sérieuse pour concert de famille (1983) per pianoforte
- Episodio n. 5 (1983) per violoncello
- Episodio n. 6 (1984) per viola
- Episodio n. 7 "night away" (1984) per chitarra elettrica
- Episodio n. 8 (1984) per contrabbasso
- Tango Si (1984) per pianoforte
- Une journee de Gadad, suite per bambini per pianoforte (1984)
- Signets, hommage à Maurice Ravel (1987) per pianoforte
- Episodio n. 9 "Forte magnum colaraturum" (1990) per clarinetto
- Pezzo per pianoforte (1997)
- Petite Fantaisie per Leo (2001) per flauto
- Pièces jay (2001) per pianoforte
- O Bach! (2007) per pianoforte
- Leçons du petit jour (2007) per organo

### Coro
- Messa (1945) per coro, solisti e orchestra
- Mottetto I - Per tutto c'è una stagione (1947) per 7 voci femminili
- Madrigale (1948) per coro
- Arbres (1950) per coro misto a cappella
- Et le reste à l'avenant (1950) per coro misto a cappella
- Tutti cantano (1955) per doppio coro femminile e ottoni
- Enfantillages (1956) per coro femminile o di voci bianche a 3 voci uguali
- L'oeil égaré dans les plis de l'obéissance au vent, cantate radiophonique (1961) per soprano, contralto, baritono, coro misto e orchestra
- Dans la chaleur vacante, cantate radiophonique (1963) per coro e orchestra
- Mots (1963) per quintetto vocale e ensemble
- Mottetto II (1965) per coro e ensemble
- Diurnes (1970) per coro misto da 12 a 72 voci
- Sonata a 12 voci miste a cappella (1970)
- Perriault le déluné, comédie-madrigal per coro misto di 3 volte 4 voci a cappella (1993)
- Für Celia affettuoso (1998) per coro a 6 voci
- Mottetto III "Hunc igitur terrorem" (1999) per 5 voci soliste, coro e orchestra barocca
- Enfantillages (2000) nuova versione con flauto e coro femminile o di voci bianche
- Autres enfantillages (2000) per coro di voci bianche o femminili con clarinetto ad libitum
- Canto dormiente (2001) per coro
- Concerto-Fantaisie "O night, oh" (2001) - per coro misto di 32 voci e pianoforte concertante
- Mottetto IV "Ventosum Vocant" (2002) per soprano e quintetto
- Femme en son jardin (2010) per quartetto vocale, viola, violoncello e pianoforte
- Orça per coro a cappella
- Savez-Vous Qui Est Mon Ami per coro di tre voci miste

### Voce
- Plupart du temps I, 6 melodie per mezzosoprano e pianoforte (1949)
- Chansons pour Paule (1951) per mezzosoprano e pianoforte
- Cinq poèmes de Jacques Dupin (1959) per soprano e pianoforte o orchestra
- Mots (1963) per soprano e ensemble
- Quartetto n. 2 (1964) per soprano e trio d'archi
- Mon Ami (1974) per voce e pianoforte
- Capriccio per una voce (1975) per qualsiasi voce maschile o femminile e pianoforte, senza pianista
- Capriccio a due voci (1978) per mezzosoprano e controtenore o contralto
- Liring Ballade (1980) per baritono e orchestra
- Plupart du temps II (1989) per tenore, sassofono tenore e violoncello
- Sigrancia-Ballade (1995) per baritono e orchestra
- Lovaby, aria da concerto dall'opera Schliemann (2000) per soprano e orchestra
- Titivillus (2000) per mezzosoprano, flauto e pianoforte o 2 flauti e pianoforte
- Mottetto IV 'Ventosum Vocant' (2002) per soprano, flauto, clarinetto, arpa, violino e violoncello.
- L' Ascension du Mont Ventoux (2004) per soprano, voce narrante, flauto, clarinetto, violino, violoncello e arpa
- D'un journal d'amour per soprano e viola (2009)
- Sur do : Hommage à Purcell pour quatuor vocal, alto et violoncelle (2010)
- Rambles per voce narrante/altoparlante, flauto, clarinetto, arpa, violino e violoncello
- L'oeil égaré per baritono e pianoforte
- Fredons per soprano e ensemble

### Rielaborazioni di musica antica
- Heinrich Schütz / 8 Psaumes de Becker / n. 11 per quartetto d'archi, contrabbasso, quintetto di fiati, arpa e pianoforte o orchestra
- Heinrich Schütz / 8 Psaumes de Becker / n. 20 per quintetto di fiati, trio d'archi, viola, arpa o orchestra
- Heinrich Schütz / 8 Psaumes de Becker / n. 47 per flauto, clarinetto, 2 violini, 2 viole e violoncello
- Heinrich Schütz / 8 Psaumes de Becker / n. 68 per flauto, clarinetto, 2 violini, 2 viole e violoncello
- Heinrich Schütz / 8 Psaumes de Becker / n. 84 per flauto, fagotto, pianoforte e quartetto d'archi
- Heinrich Schütz / 8 Psaumes de Becker / n. 92 per oboe, clarinetto, fagotto, corno e quartetto d'archi o orchestra
- Heinrich Schütz / 8 Psaumes de Becker / n. 97 per quintetto di fiati, trio d'archi
- Heinrich Schütz / 8 Psaumes de Becker / n. 121 per flauto, pianoforte e quartetto d'archi o orchestra
- Lassus Ricercare (1970) per ottoni, percussioni, arpa e pianoforti
- Orlandus Lassus / 3 Psaumes de Ulenberg
- Pierluigi Palestrina / Assumpta est Maria motet, per flauto, clarinetto, arpa e trio d'archi
- Guillaume Dufay / Flos Florum mottet per quintetto di fiati
- Johannes Brasart / O Flos Fragrans mottetto per quintetto di fiati
- Josquin des Prés / Suite brève
- Jean Sébastien Bach / 14 Goldberg canons per flauto, oboe, clarinetto, trio d'archi e contrabbasso
- Jean Sébastien Bach - Contrapunctus IV (The Art of Fugue) (2001) per orchestra da camera e quartetto vocale

## Onorificenze
- Officier de la Légion d'honneur (2006)
- Prix de l'Académie Charles Cros pour l'ensemble de son œuvre (2015)
- Officier de l'Ordre du Mérite (2003)
- Berlin Prize (2000)
- Commandeur des Arts et des Lettres (1985)
- Prix International Maurice Ravel (1992)
- Grand prix de la SACEM (1982)
- Grand Prix de la Ville de Paris (1981)
- Prix National de la Musique (1974)
- Koussevitzky Prize (1974)
- Copley Foundation award (1954)